# Hélène Clément-Benois
Elena Alexandrovna Clément-Benois  ou Hélène Clément-Benois, dite Léla Clément-Benois (née le 31 mars 1898 à Paris 14e – morte le 16 juillet 1972 à Gonesse),, est une artiste-peintre et décoratrice russe. 

## Biographie
C'est la plus jeune des filles d'Alexandre Nikolaïevitch Benois. Sa sœur aînée, Anna (1895-1984), avait épousé Georges Tcherkessof.
Elle étudie sous la  direction du peintre Alexandre Iacovleff. En 1926, elle s'installe à Paris, où elle fait des croquis de scènes pour plusieurs ballets mettant en vedette Ida Rubinstein à l'Opéra de Paris. En 1937, elle travaille avec son père à la réalisation de l'ensemble de l'oratorio dramatique Jeanne d'Arc au bûcher, sur un  texte de Paul Claudel, et une musique d'Arthur Honegger. L'oratorio est représenté à Orléans en 1939.
Elle travaille l’aquarelle et la peinture à l’huile, peint des paysages et des portraits, entre autres, les portraits de Zinaïda Serebriakova (1926) et de Fédor Chaliapine (1964). Elle expose pour la première fois son travail en 1937, à Paris, à la galerie Zak et à cette occasion deux de ses tableaux sont achetés par l'État français pour le musée du Jeu de Paume.
En 1955, elle participe avec son père et son frère Nicolas à l''Exposition des Benois organisée à la Villa Olmo à Côme.